# Hans Demel (Schriftsteller)
Hans Demel, Pseudonym Hans Seebach (* 27. November 1872 in Salzburg; † 7. März 1932 ebenda) war ein Theaterschriftsteller, Journalist und Lehrer.

## Leben
Demel wurde 1872 als Sohn des Salzburger Bühnenmusikers Johann Demel in Salzburg geboren.
Neben seiner Tätigkeit als Schriftsteller und Publizist war Demel als Lehrer in Mühlbach bei Bischofshofen sowie in Salzburg tätig. Ab 1903 hatte er eine  Lehrerstelle in Salzburg inne, die er vorher provisorisch ausgeübt hatte. Ab 1912 wurde er Fachlehrer an der Bürgerschule in Salzburg. 1925 wurde ihm im Rahmen seiner Pensionierung der Titel Bürgerschuldirektor verliehen.
Am 7. März 1932 verstarb Demel 59-jährig in Salzburg.
1963 wurde in Salzburg beschlossen, Demel die Hans-Seebach-Straße zu widmen.

## Karriere als Schriftsteller
Nach ersten Gehversuchen als Schriftsteller und Dramatiker wandte sich Demel dem Marionettentheater in Salzburg zu, wo seine Stücke auch zehn Jahre nach seinem Tod noch breite Akzeptanz genossen.
Neben seinen zahlreichen volkstümlichen Stücken für das Salzburger Marionettentheater schrieb Demel auch Gedichte, Novellen und Gesellschaftsstücke, wobei seine Novellen von Publikum wie Kritik positiv aufgenommen wurden. Seine Stücke für das Marionettentheater waren dabei so populär, dass in den 1920er Jahren der Großteil aller Aufführungen auf seine Stücke entfiel. Die Salzburger Wacht nennt ihn 1926 den „prominentesten deutschen Puppenspieldichter unserer Zeit“ und 1929 den „unerschöpflichen Spielplan-Bereicherer“ des Salzburger Marionettentheaters.
Als seine Vorbilder gab Demel Sudermann, Halbe, Hauptmann und Schönherr an. In einem Nachruf im Salzburger Volksblatt, zehn Jahre nach seinem Tod, wird vor allem seine Stärke für Satire gelobt, sowie herausgestellt, dass er etwa von Hermann Bahr sehr geschätzt worden sei. Seine Stücke wären demnach oft kurz davor gewesen, auf internationaler Ebene ihren Durchbruch zu feiern. 1915 gelangte etwa sein Stück Der letzte Heller im Stadttheater Salzburg zur Uraufführung und konnte einigen Erfolg verzeichnen. 1924 wurde ebendort sein Stück Der Junggeselle uraufgeführt, das nur unter Ausschluss der Jugend aufgeführt werden durfte.

## Journalistische Tätigkeit
In der Zwischenkriegszeit steuerte Hans Demel Theaterkritiken für unterschiedliche Salzburger Tageszeitungen bei und war dabei in der Lage, parteipolitische Gräben außer Acht zu lassen. So verkaufte er seine Kritiken nicht nur an die SPÖ-Parteizeitung Salzburger Wacht, sondern ebenso an das deutschnationale Salzburger Volksblatt. Neben seinen Kritiken veröffentlichte er auch lustig-ironische Kurzgeschichten in der Salzburger Presse.
Ab 1897 gab Demel gemeinsam mit Friedrich Hübl die Monatsschrift Alpenheim heraus.

## Werke
- Mittellos, 1898
- Wichtelmännchen, 1899
- Bauernrechte, 1900
- Allotria, 1901
- Patrizierfrauen, 1903
- Bessere Menschen, 1904
- Der Faun, 1905
- Die Unsichtbaren, 1905
- Junggeselle, 1909
- Lawinen, 1912
- Im Bärenzwinger, 1912
- Der letzte Heller, 1915
- Leopold Mozart, 1919
- Provinzcäsaren, 1920
- Der Geigerfriedl, 1921
- Menschen in einem Haus, 1922
- Eine aus der Verwandtschaft, 1925[1]

## Hörspielbearbeitungen
- 1929: Wolfgang und der Fleischermeister. Ein Spiel aus Mozarts Jugendzeit – Regie: Josef Kandner (Sendespiel – Westdeutsche Rundfunk AG (WERAG))[17]
- 1946: Wolfgang und der Selchmeister – Regie: Nicht angegeben (RWR-Salzburg)[18]